# Tobias Thomsen
Tobias Bendix Thomsen (født 19. oktober 1992) er en dansk professionel fodboldspiller, der spiller, hovedsageligt som angriber, for islandske Breidablik. I løbet af sin professionelle karriere har han tidligere spillet for HB Køge, LFA, Næstved Boldklub og AB.

## Karriere
Tobias Thomsen startede sin karriere i HB Køge, hvor han som U19-spiller i 2010 fik sin debut for HB Køges 1.hold i kampen mod Hvidovre den 22. august. Sæsonen efter blev Thomsen hevet op i Superligaen truppen og bidrog med 3 mål mod F.C. København, AC Horsens og AGF. 
I sæsonen 2012-2013 skiftede Tobias Thomsen til LFA, her blev det til 18 mål i 24 kampe, hvilket var nok til at blive holdets topscorer. 

### Næstved BK
Den efterfølgende sæson tog Tobias Thomsen turen til Næstved BK, hvor han leverede 14 mål i 14 kampe og blev forårets topscorer for Næstved BK. I sommeren 2014 var Tobias Thomsen først meldt væk fra klubben, men senere i samme transfervindue skrev Tobias Thomsen under på en treårig kontrakt med Næstved BK. Klubben og spilleren valgte dog at gå hver til sit, da spilletiden var begrænset.

### Akademisk Boldklub
Den 24. juli 2015 blev det bekræftet, at Tobias Thomsen havde skrevet under på en toårig kontrakt med Akademisk Boldklub. Her nåede spilleren at spille 51 kampe, hvor det blev til i alt 27 mål. 

### KR Reykjavik
Den 1. april 2017 skrev Tobias Thomsen under på en 1-årig kontrakt med hovedstadsklubben KR Reykjavik. Tobias Thomsen gjorde sig positivt bemærket med mål i mere end hver anden kamp - 13 mål i 25 kampe, selvom klubbens lidt ustabile sæson blev afsluttet med en plads udenfor top 3.
Han blev den 31. januar 2018 udlejet til Valur.